# Barnafejű hollókakadu
A barnafejű hollókakadu (Calyptorhynchus lathami) a madarak osztályának a papagájalakúak (Psittaciformes) rendjéhez és a kakadufélék (Cacatuidae) családjához tartozó faj.
Tudományos nevét John Latham angol ornitológusról kapta.

## Előfordulása
Ausztrália délkeleti részén honos.

## Alfajai
- Calyptorhynchus lathami erebus
- Calyptorhynchus lathami halmaturinus
- Calyptorhynchus lathami lathami

## Megjelenése
Testhossza 46-50 centiméter, testtömege 430-450 gramm.